# Harry Meerson
Pour l’article homonyme, voir Meerson.
Harry Ossip Meerson  ou Harry Meerson (né le 27 février 1910 à Varsovie et mort le 7 mai 1991  à Béziers) est un photographe de mode français d'origine polonaise. Il a été une figure importante de la photographie parisienne au milieu du XXe siècle.

## Biographie
Harry Ossip Meerson est né en 1910 à Varsovie dans une famille d’origine russe qui immigre vers le nord de l’Europe dès 1915 et se fixe pour un temps en Allemagne où se trouve déjà son demi-frère Lazare Meerson qui travaille comme décorateur à Berlin dans les studios de la UFA. Harry Meerson commence à y travailler en tant que cameraman de plateau, puis dès 1929, il rejoint Lazare déjà installé à Paris depuis 1926. Il trouve du travail en tant que photographe portraitiste pour Le Figaro illustré. Il prend Dora Maar, puis  Willy Maywald comme assistant. En 1932 il crée le Studio Boileau. Brassaï est un visiteur régulier du studio.
En 1935 il monte un studio de dessins animés avec Hein Heckroth en créant le personnage de "Red Head Till" 
En 1937, il part le 17 mars du Havre pour New-York à bord du "Paris" de la Compagnie Générale Transatlantique.Il fait un court séjour au Mexique, puis il est invité à travailler aux États Unis pour Harper's Bazaar de 1938 à 1939. Rentré en France, il est obligé de vivre caché. Il reprend son activité en 1945, travaillant principalement dans la mode et la publicité. Il innove en mettant en scène ses sujets le plus souvent féminins, sur des fonds neutres et nus. Après la guerre, il incorpore la couleur dans son travail.
Il habite quelques années le Château de Madame du Barry à Louveciennes qu'il doit quitter lorsque le duc de Windsor désire s'en porter acquéreur en 1951.
Le travail de mode de Meerson était un pilier de ce marché, et ses clients comprenaient Christian Dior, Balenciaga, Lanvin ou Marcel Rochas.
Il est l'auteur de photos publicitaires pour les sociétés Helena Rubinstein (Londres), le coiffeur Carita à Paris.
Il meurt à Béziers le 7 mai 1991, et est inhumé au cimetière du Père-Lachaise.
Ses travaux ont été publiés dans nombre de magazines de mode, outre Harper's Bazaar, Adam, Femina de Pierre Lafitte, Votre Beauté, Vogue, ou Le Jardin des modes.

## Expositions
Il expose en 1978 à la Galerie Agathe Gaillard à Paris et en 1981 au Musée français de la photographie à Bièvres. En 1987, l'exposition Transcendances et transparences. Harry O. Meerson lui est consacrée à l'Espace Photo Paris.
Il a également fait partie de l'exposition de groupe de 1987 au Musée de l’Élysée à Lausanne  intitulée La nouvelle photographie en France, 1919-1939 et de l'exposition de 2011 à la Maison européenne de la photographie intitulée L'objet photographique : Une invention permanente.

## Collections
- Palais Galliera, musée de la Mode de la ville de Paris[8].